# Gotthard von Kettler
Gotthard von Kettler (Vesztfália, 1517. február 2. – Mitau, ma Jelgava, Lettország, 1587. május 17.), másként Gotthárd kúr herceg. A Kardtestvérek utolsó nagymestere, a Kurföldi és Zemgalei hercegség alapítója és egyben annak első hercege, a Kettler-ház alapítója.

## Élete
Kettler észak-német katolikus nemesi családból származott. Édesapja id. Gotthard von Kettler vesztfáliai lovag, édesanyja Nesselrodei Zsófia.
Már ifjú éveiben megismerkedett Luther tanításaival és a reformációval.

## Az utolsó livóniai nagymester
Nem tudni ugyan mikor léphetet be a Kardtestvérek közé, de 1559-ben már övé lett a nagymesteri szék. Johann Wilhelm von Fürstenberget követte.
A rend nagyon komoly kihívás előtt volt történetének vagy három és fél évszázada alatt. Nem először volt nehéz helyzetben, de most komoly veszélybe jutott. 1527-ben Walter von Plettenberg kinevezett landmeister aki nemcsak a rendet, hanem egész Livóniát igazgatta, független államot épített újra ki. Délen Poroszország 1526-ra független lett, a Német Lovagrend kitelepült onnan, s az egész ország evangélikus lett, hercege Brandenburgi Albert vezetése alatt.
Livónia elvesztette mind gazdasági mind katonai pozícióját.
Mikor Kettler lett a nagymester a rend a pusztulás szélén állt. 1558-ban IV. (Rettegett) Iván orosz cár seregei és a kaszimovi tatárok elözönlötték Livóniát és az ergemei csatában súlyos vereséget mértek a lovagokra. Hozzájárult mindehhez az is, hogy a korábbi nagymesterek eleinte Moszkvához próbáltak húzni, akik minden eszközt megragadtak, hogy hatalmukat kiterjesszék a gazdaságilag nagyon fejlett országra, s megszerezzék a balti-tengeri kikötőket. Később a rend Lengyelországgal kezdte erősíteni a kapcsolatait, ami okot adott az oroszoknak a támadásra. Livónia amúgy is Lengyelország, Svédország, Dánia, Oroszország és Litvánia expanziós ütközőpontjukban feküdt, s már 1527 óta várható volt az összecsapás.
Kettler igyekezett menteni a menthetőt, s a dorpat-jurjevi ütközetben megállította az orosz-tatár hadakat. A vereséget Iván bojár ellenzéke felhasználta a cár ellen, amin azonban Iván könnyen túltett, s visszatérve elsöpörte az erejüket vesztett lovagokat.

## Államalapítás és szekularizálás
1561-ben Kettler kimondta a rend föloszlatását, amit a tagok tudomásul vettek. De Kettler nem adta fel egyéni ambícióit, s Brandenburgi Alberthez hasonlóan ő is lutheránus vallást vett fel, a még megmaradt livóniai területekből megalapította Kurföldi és Zemgalei hercegséget, s annak Gotthárd herceg néven uralkodója lett, amely előbb Litvánia majd Lengyelország hűbéri fennhatóságát ismerte el.
Gotthárd herceg később házasságra lépett egy német hercegnővel, Mecklenburgi Albert herceg lányával.
A lengyel király hűbéreseként harcolt az oroszok egy időben a svédek ellen is. A viszontagságos háborút az ország átvészelte, s több nagyhatalom osztozott rajta.

## Külső hivatkozások
- Vajda Tamás: A Német Lovagrend a Baltikumban